# Paredes de Coura
Paredes de Coura is een gemeente in het Portugese district Viana do Castelo.
De gemeente heeft een totale oppervlakte van 138 km² en telde 9571 inwoners in 2001.

## Plaatsen in de gemeente
- Agualonga
- Bico
- Castanheira
- Cossourado
- Coura
- Cristelo
- Cunha
- Ferreira
- Formariz
- Infesta
- Insalde
- Linhares
- Mozelos
- Padornelo
- Parada
- Paredes de Coura
- Porreiras
- Resende
- Romarigães
- Rubiães
- Vascões

Arcos de Valdevez · Caminha · Melgaço · Monção · Paredes de Coura · Ponte da Barca · Ponte de Lima · Valença · Viana do Castelo · Vila Nova de Cerveira

Portugal: Districten